# Yoshio Natori
Yoshio Natori (名取 芳夫, Natori Yoshio) est un ancien boxeur professionnel japonais né le 30 avril 1914 à Hokuto et mort le 2 avril 1975. Il est né dans le village d'Hosaka, dans le district de Kitakoma de la préfecture de Yamanashi. Juste avant la guerre, il devient champion du Japon des poids welters. Il était affilié au club Tōkyō Kentō.

## Biographie
Né dans le village d'Hosaka du district de Kitakoma, il part pour Tokyo étudier au lycée Seisoku et rejoint le club de boxe de Tōkyō Kentō. Il débute le 11 janvier 1932 et défait en trois rounds le puissant britannique S. Harry par KO technique. Natori s'impose alors dans son pays en battant plusieurs boxeurs confirmés comme Yasu Hara, Sueo Hirakawa ou Jirō Kumagai, mais aussi plusieurs étrangers comme Joe Sacramento et Fighting Nelson.
Il devient champion du Japon des poids welters le 25 décembre 1934 en battant en sept rounds Richi Satō lors d'un championnat organisé par la Fédération japonaise de boxe. Un an plus tard, il s'impose lors des Jeux de l'Extrême-Orient contre le Philippin Al Alicante en deux reprises par KO technique et devient alors champion poids welters d'Extrême-Orient. Il prend sa retraite en 1936 sur un bilan de 36 victoires (9 KO), 7 défaites et 8 matchs nuls.